# Kwon Keun-young
Kwon Keun-young (kor. 권근영; * 21. August 1979) ist eine ehemalige südkoreanische Hindernis- und Langstreckenläuferin.
2005 gewann sie den JoongAng Seoul Marathon.
2006 wurde sie die erste südkoreanische Meisterin im 3000-Meter-Hindernislauf mit dem nationalen Rekord von 10:58,03 min. Im Jahr darauf verbesserte sie diese Rekordmarke auf 10:40,79 min.

## Persönliche Bestzeiten
- 3000 m Hindernis: 10:32,17 min, 13. Oktober 2008, Yeosu[1]
- Marathon: 2:49:09 h, 6. November 2005, Seoul[1]